# Szvitlana Szerhijivna Loboda
Szvitlana Szerhijivna Loboda (ukrán írással: Світлана Сергіївна Лобода; Kijev, 1982. október 18. –) ukrán énekesnő, zeneszerző, műsorvezető, fényképész és jelmeztervező. Ő képviselte hazáját a 2009-es Eurovíziós Dalfesztiválon a Be My Valentine című számával, ahol 12. helyen végzett és összesen 76 pontot kapott.

## Életrajza
Szvitlana Loboda Kijevben született. Kislányként elkezdett zongorázni és dzsesszt énekelni. Ő volt Ukrajna, Oroszország és a FÁK legismertebb lánybandájának az énekese. Kiskora óta tendenciát mutat az éneklés és színészkedés felé, családi nyaralásokon szüleinek és rokonainak is szeretett énekelni. Ezért szüleinek nem volt nehéz döntés, hogy lányukat milyen tanfolyamra írassák be. Speciális zeneiskolába járt, ahol elsajátította a zongora és az éneklés művészetét. Befejezvén a zeneiskolát továbbtanulni a kijevi Variety and Circus Academy-re ment, dzsessz-ének szakra. Ebben az időben a Cappuccino zenekar tagja lett. 2003-ban részt vett egy ukrán musical (Az Egyenlítő) előválogatásán, majd megkapta Miranda szerepét (főszereplő). 2003. december 28-án új zenekart alapított, Catch néven. A zenekar számára Szvitlana alakította a jelmezeket. Ez volt az első fellépése mint jelmeztervező. 2004-ben a Nu Virgos zenekarba felvételizett. Ez a zenekar Kelet-Európában ismert, de voltak már Japánban koncertezni. 500 riválist legyőzve végül ő lett a zenekar énekesnője. Szvitlana első fellépése a zenekarral egy ukrán televízió műsorban történt.
2004 novemberében elkezdte szólókarrierjét, és még ebben az évben kiadta Csorno-belaja zima című számának videóklipjét, majd egy év múlva kiadja első albumát Ti nye Zabugyes címmel (Nem fogsz elfelejteni). 2005-ben videóklipjei megjelentek Oroszországban, legelőször Vlagyivosztokban. 2008-ig Szvitlana klipjei már az összes orosz tévécsatornán mentek. Negyedik lemezés (és egyben negyedik videóklipje) a Csornij Angel (Fekete Angyal), amely egy duett volt Nadezhda Granovskaja, akivel a Nu Vigrosban voltak társak. 2006-ban a ShowMania műsorvezetője volt, 2007-ben pedig a Miss FÁK műsorát vezette. Eközben egy turisztikai irodát nyitott Happy Vacations néven. 2007-ben Indiában elindította a saját fénykép-kiállítását. 2008 tavaszán kiadta következő albumát Ne Macho címmel-magyar fordításban Nem Macsó-ősszel pedig megírta első számát a Za chto-t.

## Eurovízió és utána
2009 tavaszán a Be My Valentine című számával az ukrán előválogatón egyértelmű győzelmével kiharcolta a 2009-es Eurovíziós Dalfesztiválon való részvételét. Március 18-án kiadta a számhoz tartozó videóklipet is. Május 14-én a második elődöntőben lépett fel, és 60 pontot kapott, amellyel a 6. helyen jutott tovább. Két napra rá a döntőben is elénekelte dalát, majd az est végén a 12. helyen végzett, 76 kapott ponttal. 2010-ben kiadta újabb szólóalbumát Zsity legko címen. Októberben bemutatták legújabb videóklipjét Revolution néven.

## Kislemezek
| Év   | Kislemez                                       |
| 2004 | "Черно-белая зима (Fekete-fehér tél) "         |
| 2005 | "Я забуду тебя (El foglak felejteni) "         |
| 2005 | "Ты не забудешь (Nem fogod elfelejteni) "      |
| 2006 | "Чёрный ангел (Fekete Angyal)"                 |
| 2006 | "Постой, МуЩина! (Várj, Ember!)"               |
| 2007 | "Мишка, гадкий мальчишка! (Mikkie, rossz fiú)" |
| 2007 | "Счастье (Boldogság)"                          |
| 2008 | "Не ма4о (Nem macsó)"                          |
| 2008 | "За что? (Miért?)"                             |
| 2008 | "By Your Side (Melletted)"                     |
| 2009 | "Be My Valentine! (Légy a párom)"              |
| 2010 | "Жить легко" (Élj könnyedén)                   |
| 2010 | "Сердце бьётся" (Verő szív) feat. Max Barskih  |
| 2010 | "Революция" (Forradalom)                       |

## Külső hivatkozások
- Hivatalos honlapja